# Réserve écologique du Marais Whitemouth
La réserve écologique du Marais Whitemouth (Whitemouth Bog Ecological Reserve) est une réserve écologique du Manitoba au Canada.  Cette réserve a pour mission de protéger une grande tourbière du sud-est du Manitoba. 

## Géographie
Le marais Whitemouth est situé au sud-est du Manitoba dans la municipalité rurale de Whitemouth (en), au sud-est du village de Seven Sisters Falls.  La réserve a une superficie de 50,20 km2 ce qui en fait la 3e au Manitoba pour sa superficie après celle du Lac Baraizon et de l'Île Reindeer. Elle partage ses limites avec la zone de gestion de la faune du Marais Whitemouth qui lui sert de zone tampon.

## Histoire
La réserve écologique a été créée par décret le 11 avril 2009.